# TOMM5
TOMM5 (англ. Translocase of outer mitochondrial membrane 5) – білок, який кодується однойменним геном, розташованим у людей на 9-й хромосомі. Довжина поліпептидного ланцюга білка становить 51 амінокислот, а молекулярна маса — 6 035.
| 10         |  | 20         |  | 30         |  | 40         |  | 50         |
| ---------- |  | ---------- |  | ---------- |  | ---------- |  | ---------- |
| MFRIEGLAPK |  | LDPEEMKRKM |  | REDVISSIRN |  | FLIYVALLRV |  | TPFILKKLDS |
| I          |  |            |  |            |  |            |  |            |

A: Аланін

D: Аспарагінова кислота

E: Глутамінова кислота

F: Фенілаланін

G: Гліцин

I: Ізолейцин

K: Лізин

L: Лейцин

M: Метіонін

N: Аспарагін

P: Пролін

R: Аргінін

S: Серин

T: Треонін

V: Валін

Задіяний у таких біологічних процесах, як транспорт, транспорт білків, ацетилювання, альтернативний сплайсинг. 
Локалізований у мембрані, мітохондрії, зовнішній мембрані мітохондрій.